# Alchemilla sibthorpioides
Alchemilla sibthorpioides é uma espécie de rosácea do gênero Alchemilla, pertencente à família Rosaceae.